# Mule Train
Mule Train è un film del 1950 diretto da John English.
È un western statunitense a sfondo musicale con Gene Autry, Sheila Ryan e Robert Livingston. Il titolo si rifà alla ppopolare canzone Mule Train.

## Produzione
Il film, diretto da John English su una sceneggiatura di Gerald Geraghty e un soggetto di Alan James, fu prodotto da Armand Schaefer per la Gene Autry Productions e girato nell'Iverson Ranch a Chatsworth, nelle Alabama Hills a Lone Pine e nel ranch di Corriganville a Simi Valley, California, dall'8 al 22 novembre 1949. Il titolo di lavorazione fu Beyond the Purple Hills; in seguito Autry acquistò i diritti della popolare canzone Mule Train e cambiò il titolo del film.

## Distribuzione
Il film fu distribuito negli Stati Uniti dal 22 febbraio 1950 al cinema dalla Columbia Pictures.